# كابريرا دي أيغوالادا
بلدية كابريرا دانويا (بالكاتالانية: Cabrera d'Anoia) هي إحدى بلديات مقاطعة برشلونة، والتي تقع في منطقة كاتالونيا، شرق إسبانيا.
يبلغ عدد سكانها 1.192 نسمة وفقاً لإحصائية سنة (2007).